# Castello di Brazzà

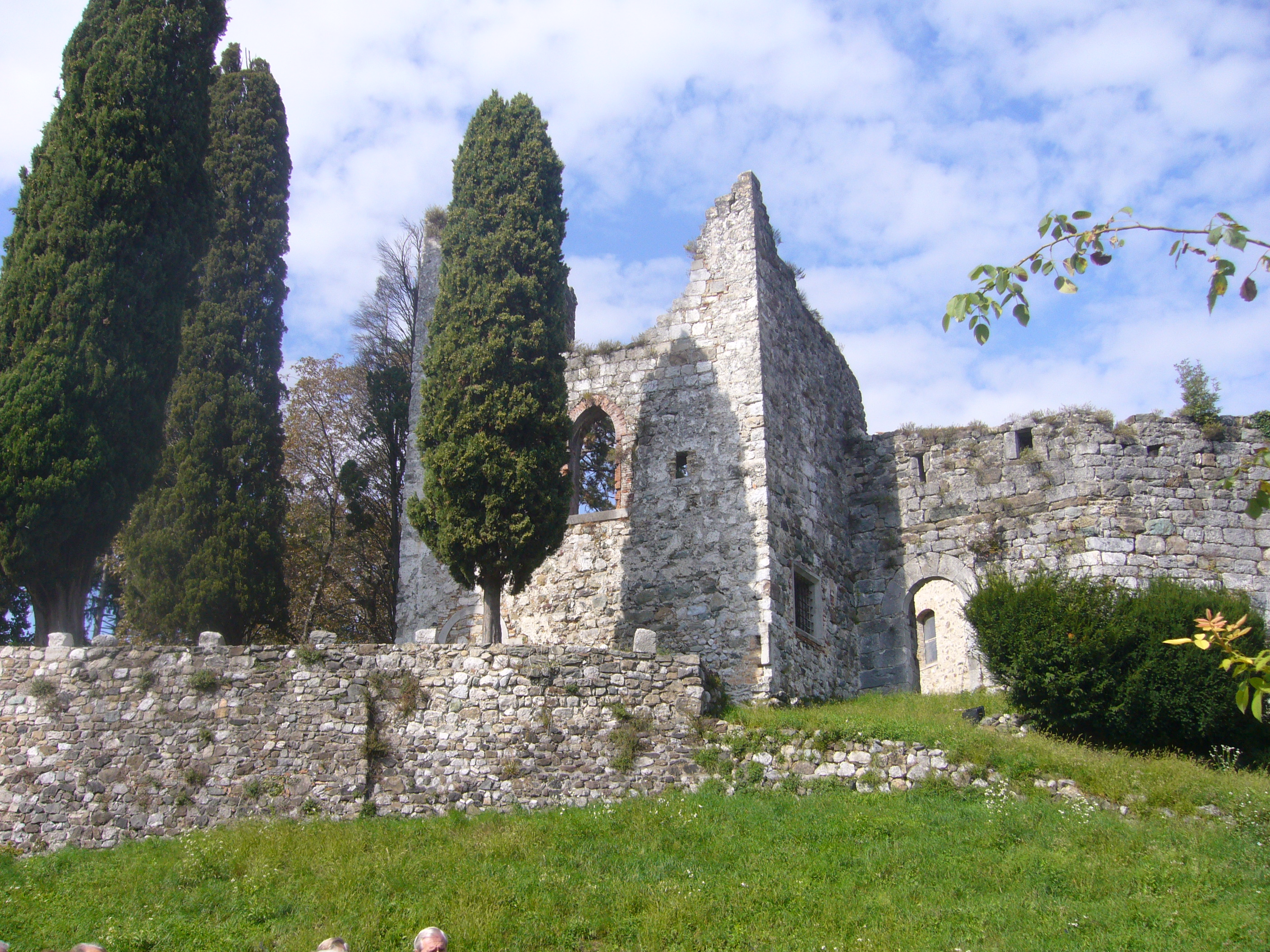
Kasteelruïne (2008)

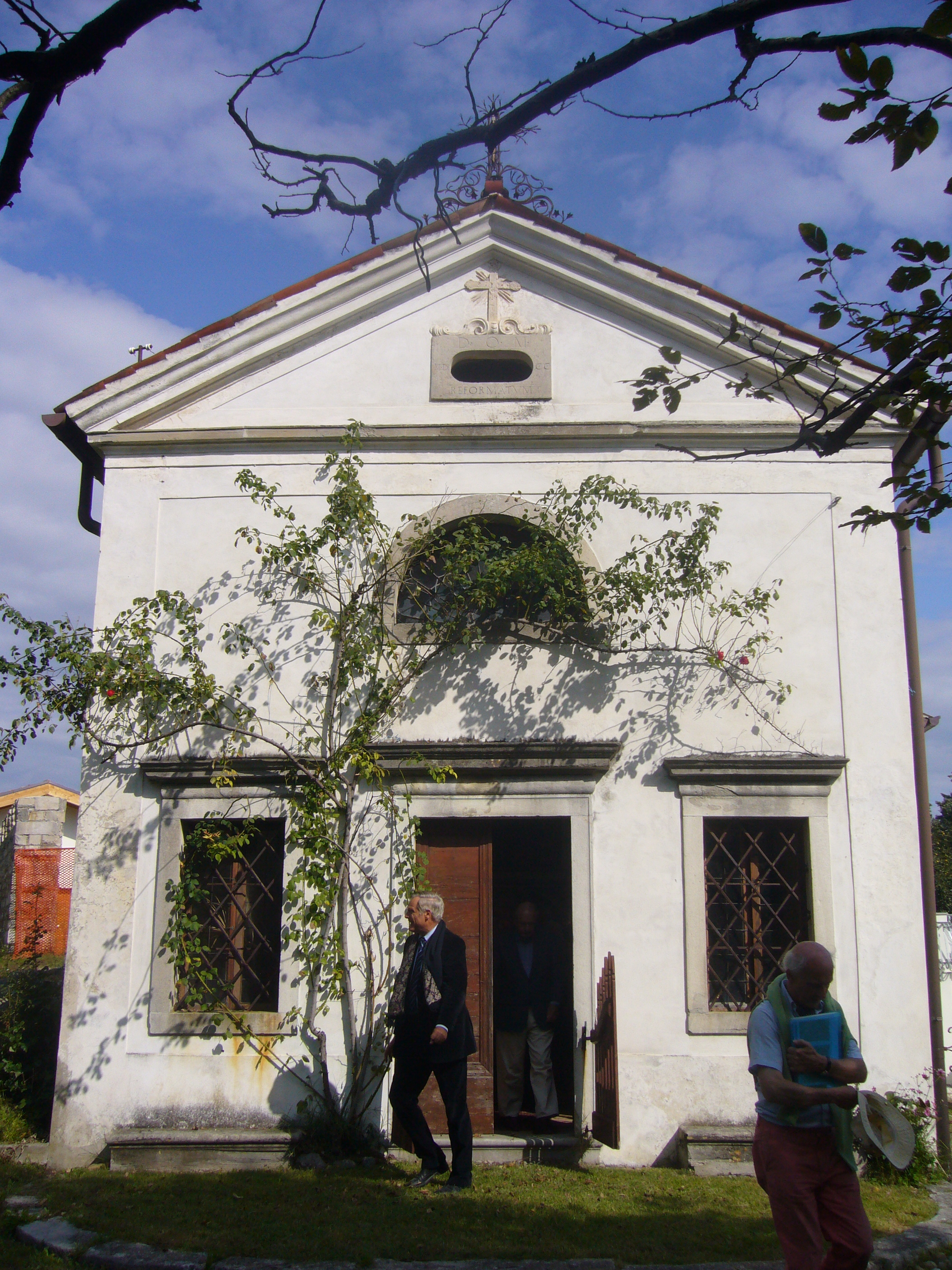
Kapel (2008)

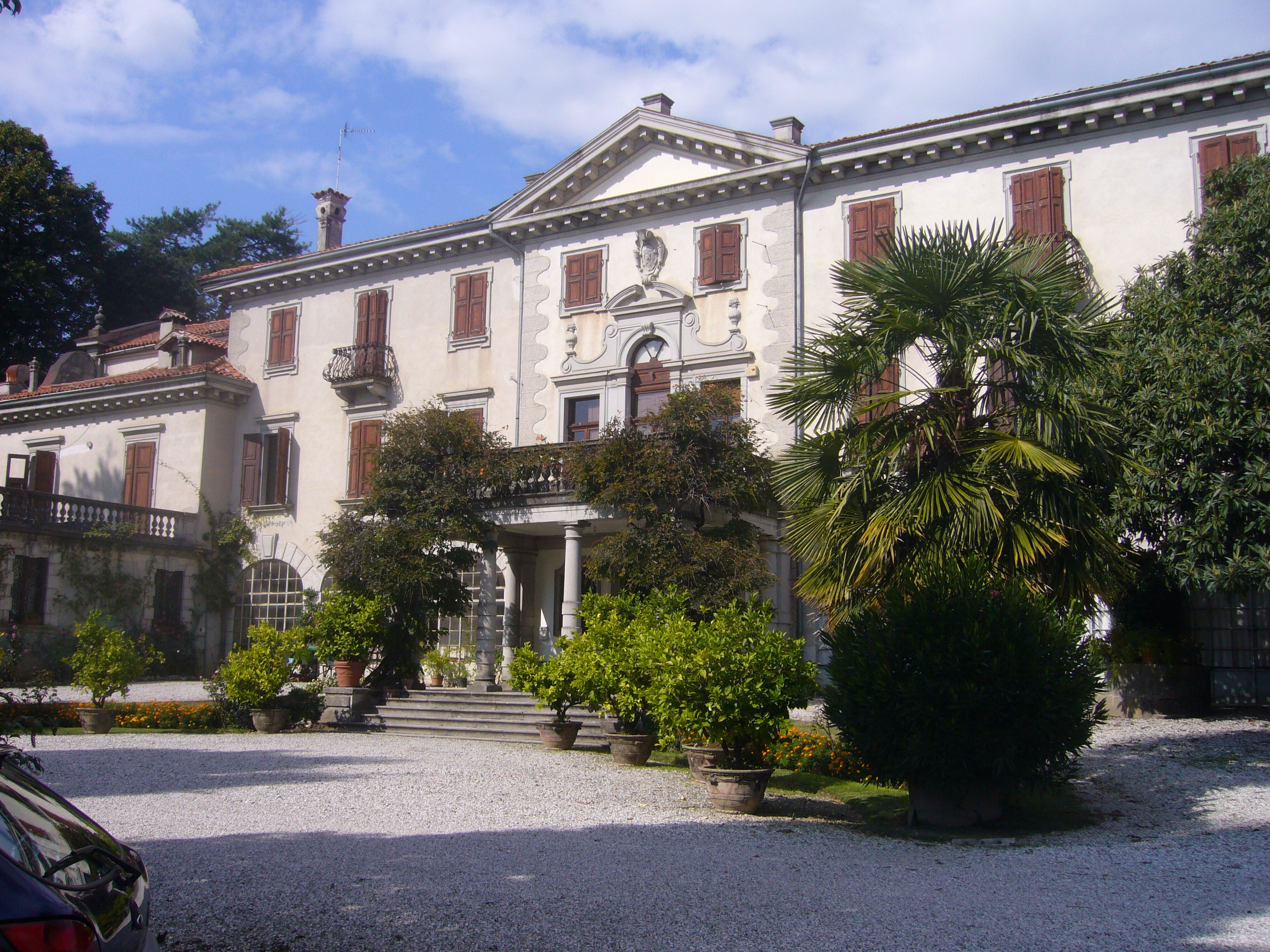
Woonhuis (2008)

Het Castello di Brazzà ligt in Brazzacco di Moruzzo een frazione in het noordoosten van de gemeente Moruzzo.
Kasteel Brazzà stamt uit de 10de eeuw en is gebouwd op een heuvel waarvandaan de Romeinen de omgeving goed konden overzien. Dat dit overzicht ook in moderne tijden belangrijk kan zijn blijkt uit het feit dat de Duitsers en later de Britten tijdens de Tweede Wereldoorlog hier hun intrek namen. Inmiddels rest er alleen nog een ruïne op de heuvel.
Het kasteel lag aan een Romeinse weg en was een van de 350 forten van Friuli. Hiervan zijn er nog ongeveer 40 over. Tijdens de bouw werden stenen gebruikt van vervallen Romeinse gebouwen. Onder andere het fundament van de toren heeft hierdoor Romeinse motieven. Onderaan de heuvel is een kapel, met daarbinnen fresco's. Tegenover de kapel is het huidige woonhuis.

## Bewoners
Het eerste koopcontract dat bekend is dateert uit 1186. Het kasteel werd bewoond door de familie Brazzacco, die in de 15de eeuw uitstierf. Het huis ging toen naar prins Luciano Savorgnan di Brazzà. 

Een van zijn nazaten, Detalmo Savorgnan di Brazza, broer van ontdekkingsreiziger Pierre Savorgnan de Brazza, trouwde in 1870 met Cora Slocomb (New Orleans, 7 januari 1862), dochter van een Amerikaanse generaal; zij heeft het park aangelegd. Ook was zij betrokken met het lot van vrouwen en richtte ze allerlei coöperatieve vrouwengroepen op.
Hun kleinzoon Roberto, een architect, woont anno 2008 in het huis.